# Wildpark Lüneburger Heide
Koordinaten: 53° 14′ 12,1″ N, 10° 2′ 39,5″ O
Der Wildpark Lüneburger Heide ist ein Wildpark nahe Hanstedt-Nindorf im Landkreis Harburg in Niedersachsen. Der Park beherbergt ca. 1200 Tiere aus über 130 Arten auf einer Fläche von 61 Hektar.

## Geschichte
Georg-Friedrich von Krogh gründete den Wildpark Lüneburger Heide im Jahr 1970 als Familienunternehmen und führte ihn bis zum Jahr 1989. Seinerzeit gab es im Wildpark Lüneburger Heide schon Elche, Kodiakbären und europäische Braunbären. Im Laufe der Zeit wurde aus dem ursprünglichen Wildpark ein Tiergarten mit dem offiziellen Namen „Wildpark Lüneburger Heide Hanstedt-Nindorf“. Seit 1989 führt die Familie Tietz den Wildpark Lüneburger Heide als Familienunternehmen weiter. 2012 ist der Wildpark Lüneburger Heide eine Kommanditgesellschaft mit dem Namen „Wildpark Lüneburger Heide Tietz KG“, die von den Geschäftsführern Norbert Tietz und Alexander Tietz geführt wird und etwa 150 Mitarbeiter in der Saison beschäftigt.

## Profil
Der Wildpark Lüneburger Heide  zeigt ca. 140 verschiedene Wildtierarten in ihrem natürlichen Lebensraum. Die Haltung innerhalb eines Waldgebietes ermöglicht den Tieren ein weitgehend freilandtypisches Verhalten. Auch mittels der Lage in der Lüneburger Heide sollen Tierwelt und Natur den Besuchern näher gebracht werden. Hierfür wird den Besuchern auch innerhalb der Streichelgehege ein direkter Kontakt zu den Tieren ermöglicht.
Zu dem Konzept des Wildparks gehört die Natur- und Umweltpädagogik. Dieses Konzept wird in Seminaren, Workshops und Unterricht in der Zooschule, in naturkundlichen Ausstellungen sowie mittels Führungen und Greifvogelshows und in den täglichen Tierpräsentationen umgesetzt.

## Falknerei
Täglich finden zwei Greifvogelschauen auf der Greifvogelwiese statt. Adler, Falken, Bussarde, Geier und Eulen werden dort im Flug gezeigt.
Oberhalb der Greifvogelwiese sind verschiedene Eulen in Volieren ausgestellt. Ansonsten finden Besucher weitere Greifvögel wie Riesenseeadler und Weißkopfseeadler auf dem Rundweg des Parks. Von Frühjahr bis Herbst finden Flugvorführungen statt.
Der Wildpark Lüneburger Heide ist im Auftrag des Landesamtes für Ökologie seit 1999 eine der niedersächsischen Auffangstationen für verletzte Greifvögel. Die verunglückten Greifvögel werden hier betreut, gesund gepflegt und bei Flugtauglichkeit wieder in die Natur ausgewildert.

## Tierpräsentationen
Von März bis Oktober zeigt der Wildpark die folgenden regelmäßigen Präsentationen:
- Jäger der Lüfte sind bei der Greifvogelschau zu erleben.
- Tigervortrag über die beiden Sibirischen Tiger Alex und Ronja und deren Lebensraum.
- Faszination Wolf: Tanja Askani, Expertin für Gehegewölfe[3] und Betreuerin der Wölfe im Wildpark referiert über die Wölfe
- Die Fischotterfütterung

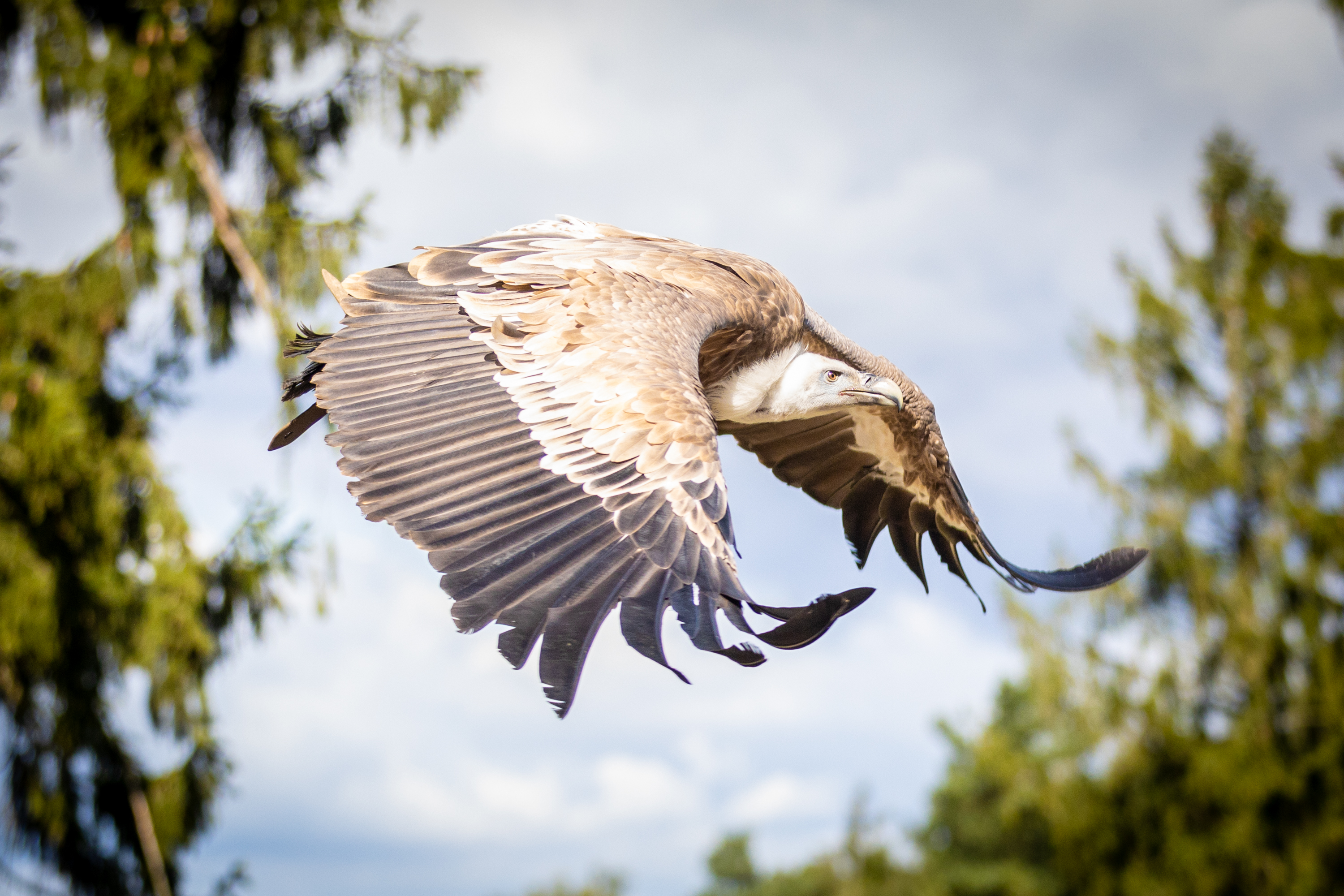
Gänsegeier „Gybsy“ bei der Flugvorführung
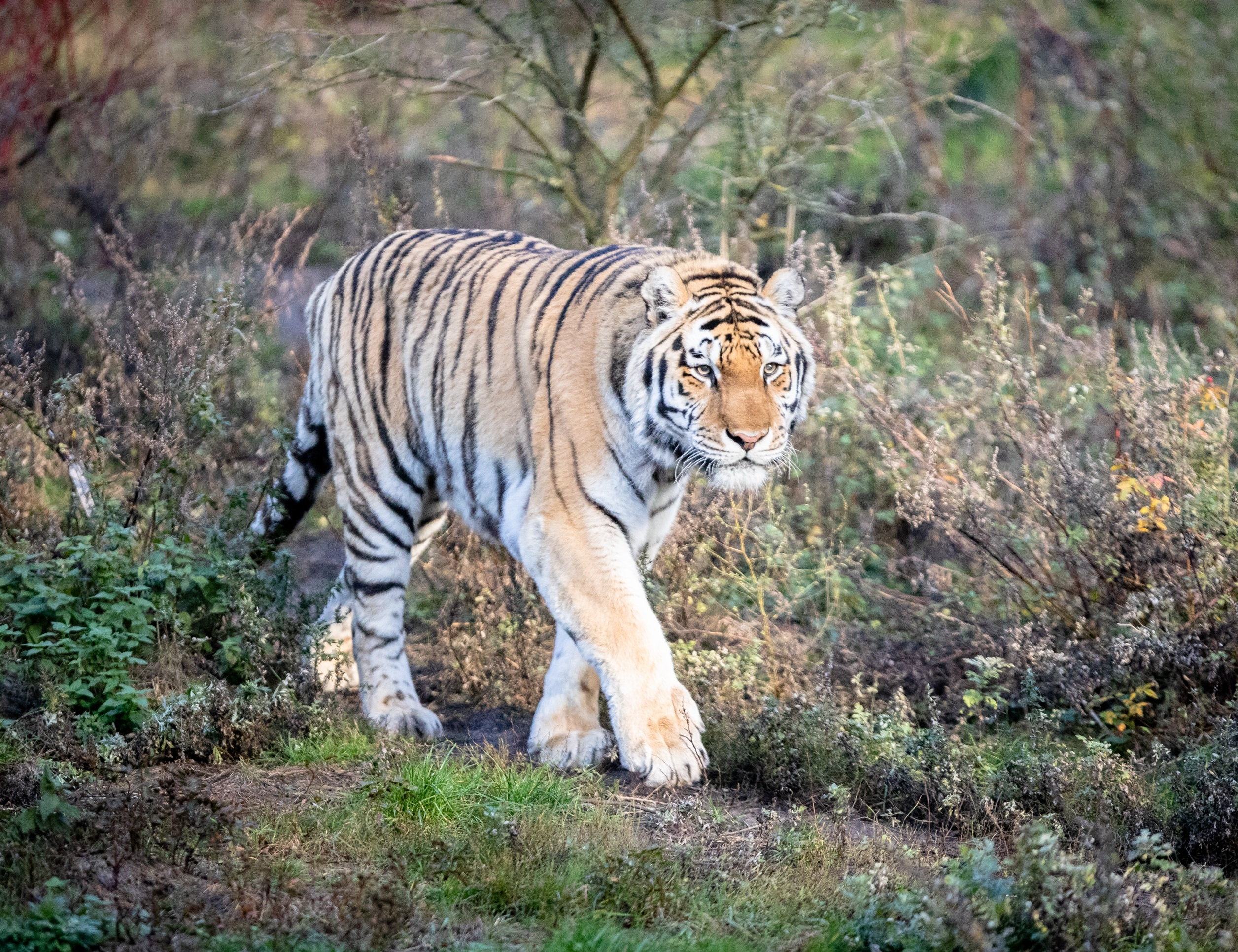
Sibirischer Tiger „Alex“
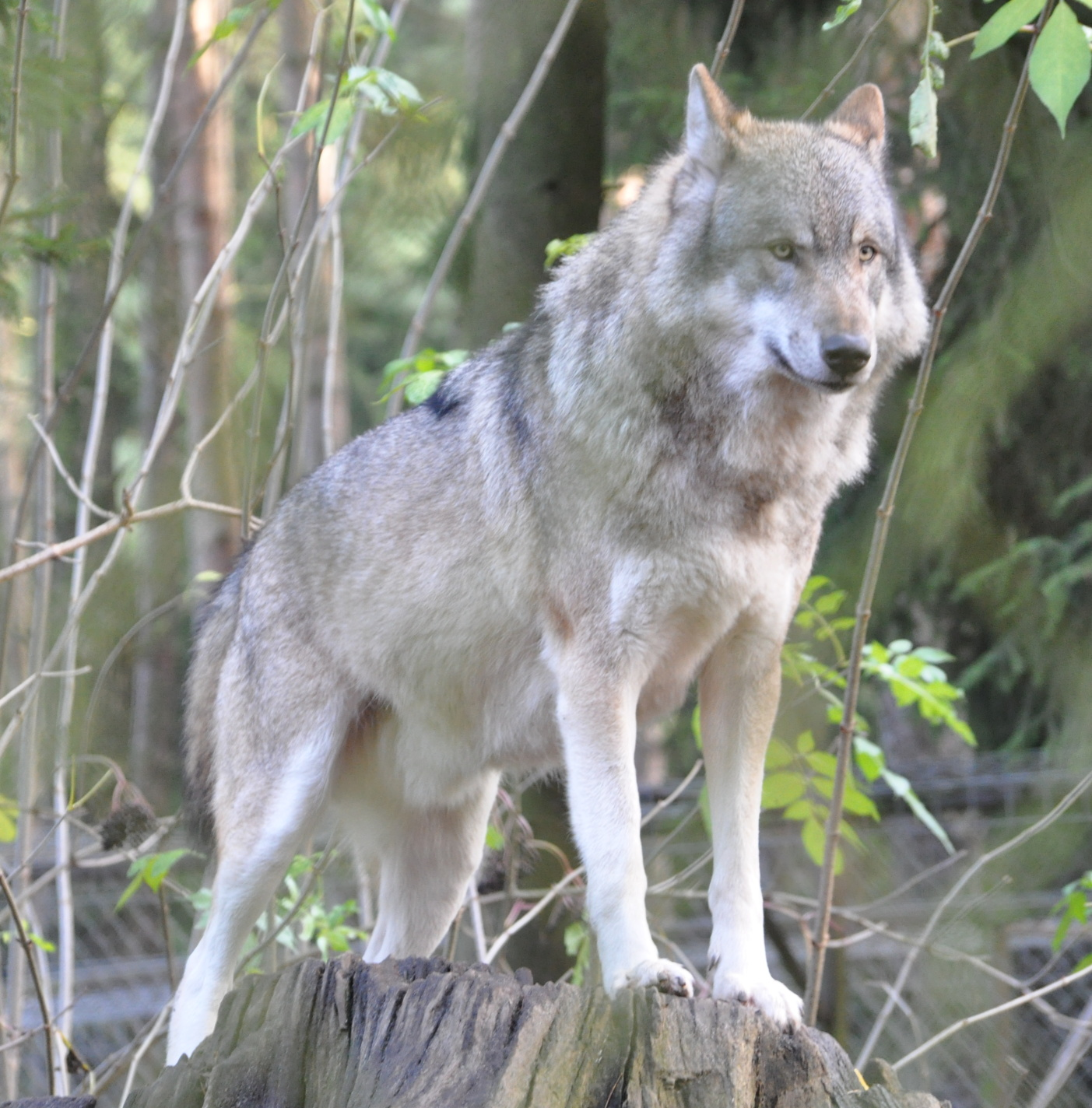
Eurasischer Wolf
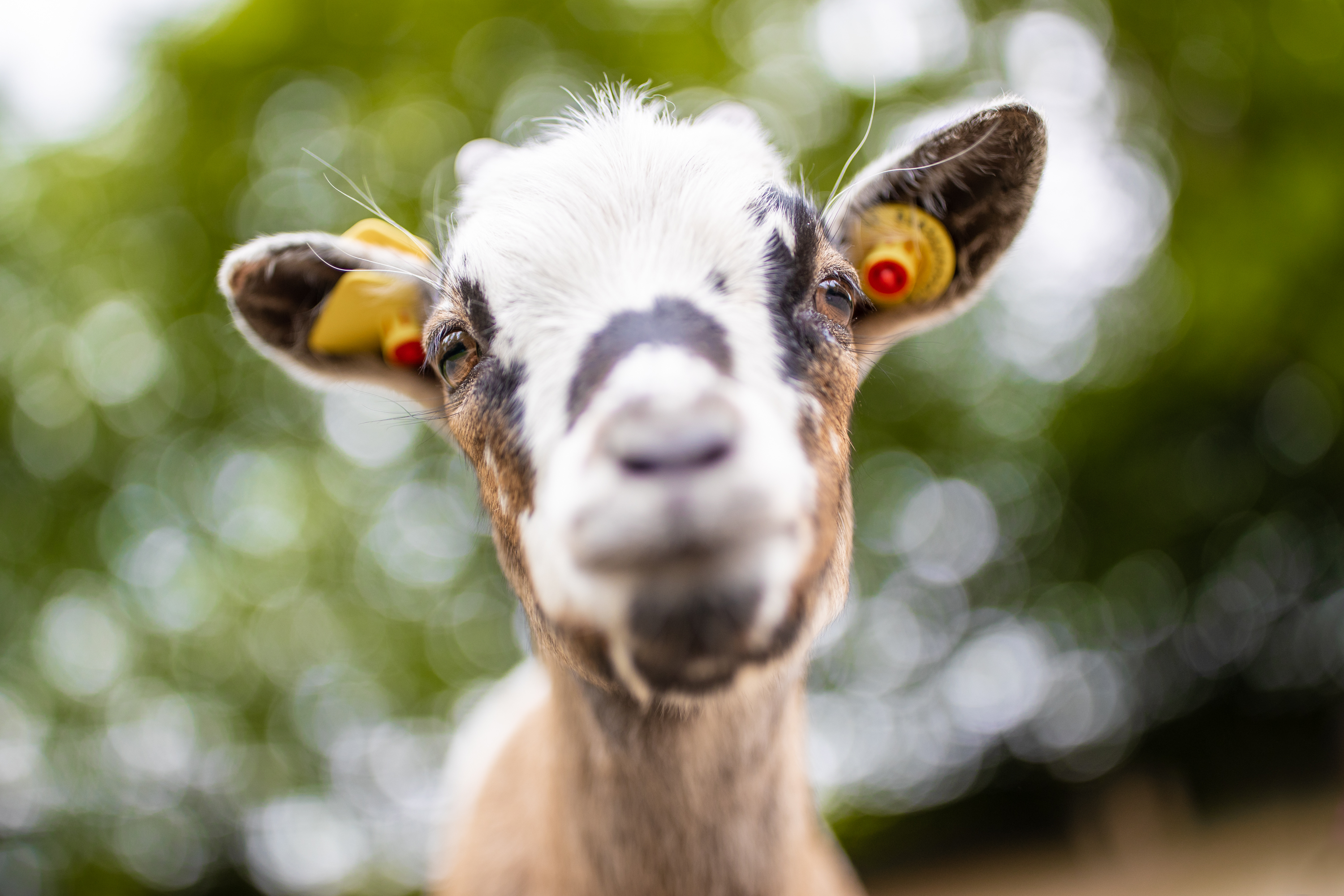
Zwergziege im Streichelgehege
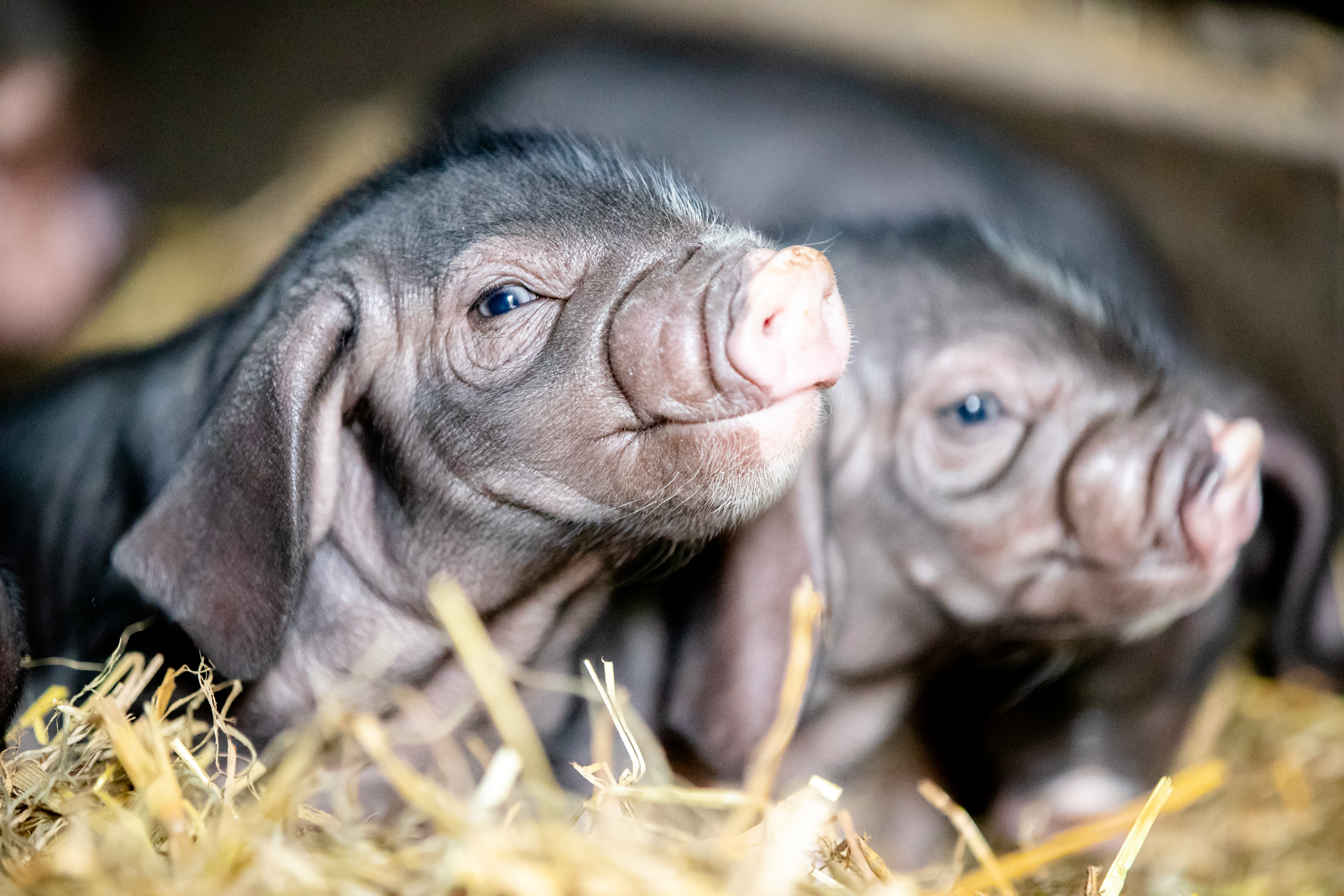
Chinesisches Maskenschwein

## Erhaltungszuchtprogramm
Der Tierpark beteiligt sich gemeinsam mit dem Förderverein Artenschutz-Wildpark Lüneburger Heide e. V. (1. Vorsitzender
Norbert Tietz) an dem Europäischen Erhaltungszuchtprogramm (EEP) für Fischotter, Mandschurenkraniche, europäische Seeadler, Schneeleoparden, Moschusochsen, Nerze und Wisente. Darüber nimmt er an verschiedenen Wiederansiedlungsprojekten teil, z. B. der Auswilderung des Luchses im Nationalpark Harz.

## Im Wildpark produzierte Fernsehsendungen
Der Wildpark Lüneburger Heide war Gastgeber für die vom NDR produzierten Folgen der Zoo-Dokureihe Weiches Fell und scharfe Krallen. Seit dem 10. April 2007 bekam der Wildpark mit Wolf, Bär & Co. im NDR eine eigene Sendereihe. Gedreht wurden 30 Folgen vom März 2006 bis zum September 2006. Die 30 Folgen sind jeweils ca. 50 Minuten lang. Produziert wurde die Serie vom NDR Naturfilm und vom Studio Hamburg Documentaries. Die 30 Folgen der Serie wurden erstmals vom 10. April 2007 bis zum 23. Mai 2007 gesendet.

## Auszeichnungen
- 2011: DERTOUR zeichnete den Wildpark Lüneburger Heide mit der Goldenen Pinie für die beste Kundenorientierung von allen 23 getesteten Einrichtungen der deutschen Freizeit- und Erlebnisparks aus. Die goldene Pinie wird jährlich von DERTOUR für die besten Freizeitparks Deutschlands verliehen. Die Jury setzt sich aus mehreren hundert Expedienten zusammen. Sie besuchen die Parks und testen die Angebote und geben im Anschluss ihre Bewertungsbögen ab.[6]

## Wolfsauffangstation
Seit Dezember 2016 ist das Wolfcenter in Dörverden als zweite Wolfsauffangstation des Landes Niedersachsen neben dem Wildpark Lüneburger Heide anerkannt.